# Ткачик мозамбіцький
Тка́чик мозамбіцький (Ploceus bertrandi) — вид горобцеподібних птахів ткачикових (Ploceidae). Мешкає в Східній Африці.

## Опис
Довжина птаха становить 15 см, вага 35-43 г. У самців верхня частина тіла і хвіст зелені, покривні пера крил темно-зелені зі світлими краями. Обличчя і горло чорні, верхня частина голови оранжево-жовта, окаймлена чорною смугою. Очі жовтуваті. У самців голова майже повністю чорна, у молодих птахів голова чорнувато-зелена.

## Поширення і екологія
Мохамбіцькі ткачики мешкають в Танзанії, Замбії, Малаві і Мозамбіку. Вони живуть в сухих тропічних лісах і чагарникових заростях, саванах міомбо, в прибережних заростях, на луках і полях. Зустрічаються парами або невеликими зграйками. Живляться комахами і нектаром. Сезон розмноження триває з серпня по квітень. Мозамбіцькі ткачики є моногамним видом, гніздяться парами. В кладці 2 темно-зелених яйця. поцяткованих червонувато-коричневими плямками. За пташенятами доглядають і самиці, і самці.